# Менеуз
Менеуз (в верховье Большой Менеуз) — река в России, протекает по Белебеевскому, Бижбулякскому и Миякинскому районам Башкортостана. Устье реки находится в 323 км по левому берегу реки Дёмы. Длина реки составляет 60 км, площадь водосборного бассейна 882 км². Высота устья — 127,1 м над уровнем моря.

## Притоки
(км от устья)
- 6,2 км: Курган
- 12 км: Базлык
- 26 км: Тумаш
- 29 км: Сыльна
- 33 км: Кистенли
- 39 км: Утейка
- 50 км: Малый Менеуз

## Данные водного реестра
По данным государственного водного реестра России относится к Камскому бассейновому округу, водохозяйственный участок реки — Дёмы от истока до водомерного поста у деревни Бочкарёва, речной подбассейн реки — Белая. Речной бассейн реки — Кама.
Код объекта в государственном водном реестре — 10010201312111100024632.